# Николаевка (Ермишинский район)
Николаевка — деревня в Ермишинском районе Рязанской области России. Входит в состав Надежкинского сельского поселения.

## География
Деревня находится в северо-восточной части Рязанской области, в зоне хвойно-широколиственных лесов, в пределах Окско-Цнинского вала, на левом берегу реки Лисы, при автодороге 61Н-128, на расстоянии примерно 8 километров (по прямой) к юго-юго-востоку от посёлка городского типа Ермишь, административного центра района. Абсолютная высота — 138 метров над уровнем моря.

### Климат
Климат характеризуется как умеренно континентальный, с тёплым летом и умеренно холодной снежной зимой. Среднегодовая температура воздуха — 3,8 °C. Средняя температура воздуха самого холодного месяца (января) — −11,5 °C (абсолютный минимум — −40 °C); самого тёплого месяца (июля) — 18,8 °C (абсолютный максимум — 39 °C). Безморозный период длится около 135—155 дней. Среднегодовое количество осадков — 616 мм, из которых большая часть (около 397 мм) выпадает в период с апреля по октябрь. Снежный покров держится в течение 120—147 дней.

### Часовой пояс
Деревня Николаевка, как и вся Рязанская область, находится в часовой зоне МСК (московское время). Смещение применяемого времени относительно UTC составляет +3:00.

## Население
| 1982 | 1989 | 2004 | 2010 | 2011 | 2023 |
| ---- | ---- | ---- | ---- | ---- | ---- |
| 70   | ↘59  | ↘34  | ↘21  | ↗26  | ↘14  |

### Национальный состав
Согласно результатам переписи 2002 года, в национальной структуре населения русские составляли 100 % из 35 чел.